# Michel Chapuis (canoë-kayak)
Pour les articles homonymes, voir Michel Chapuis (homonymie) et Chapuis.
Michel Chapuis, né le 18 juin 1941 à Roche-lez-Beaupré (Doubs), est un céiste français, médaillé olympique en course en ligne.

## Palmarès

### Jeux olympiques
- Jeux olympiques de 1964 à Tokyo :
  -  Médaille d'argent en C-2 1 000 m avec Jean Boudehen.

### Championnats du monde
- Championnats du monde de descente de 1969 à Bourg-Saint-Maurice :
  -  Champion du monde de descente C2 avec Alain Feuillette
  -  Champion du monde de descente par équipe[1]

## Distinctions
Michel Chapuis est
- Chevalier (1965) puis  Officier de l'ordre national du Mérite (1970) ;
- Médaille de la jeunesse, des sports et de l'engagement associatif, bronze (1988) ;
- promu Gloire du sport avec la promotion de 2022[2].
- Porteur et avant dernier relayeur de la flamme olympique à Besançon le 25 juin 2024 en vue des JO organisés en France en 2024. Il reçoit la flamme de Vincent Schmidt, défile sur le Doubs à bord d'un dragon-boat équipé de 20 pagayeurs du club Sports Nautiques Bisontins et transmet la flamme à Anaïs Bescond.

## Hommage

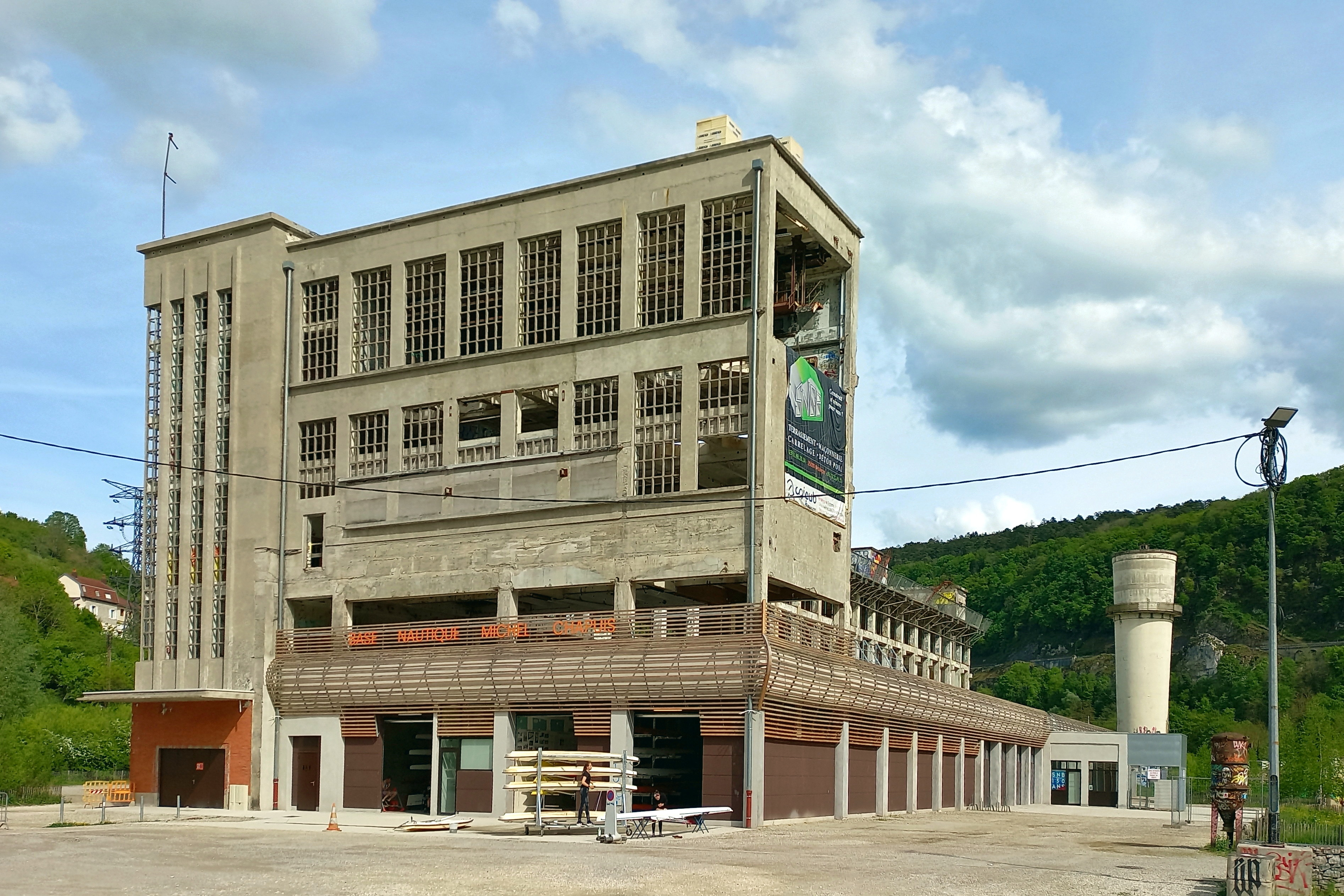
La base nautique Michel Chapuis.

La nouvelle base nautique de Besançon, inaugurée le 19 octobre 2024 dans les anciens locaux de la Rhodiacéta aux Prés-de-Vaux, porte son nom.
Elle est occupée par les clubs : Société Nautique de Besançon (SNB Canoë-Kayak Dragon Boat) et Sport nautique bisontin (SNB Aviron).